# 杉野幸夫
杉野 幸夫（すぎの ゆきお、1928年7月 - 2017年10月）は、愛知県出身の日本の生化学、分子生物学者。京都大学ウイルス研究所・教授、武田薬品工業株式会社・生物工学研究所・所長、武田薬品工業株式会社・取締役・中央研究所・所長などを務める。

## 経歴
- 1952年、名古屋大学理学部化学科（江上不二夫・研究室）卒業[7]
- 武田薬品工業化株式会社勤務。緒方浩一・大村栄之助とともに、うま味を感じさせる呈味性ヌクレオチド（ていみせいヌクレオチド）のひとつであるグアニル酸を発見。[8]
- 1959年、京都大学医学部医化学科（早石修・研究室）助手(1959年-1960年・米国ミシガン大学[9]医学部研究員兼任)[10][11]
- 1960年、京都大学医学部医化学科助教授[10][11]
- 1964年、京都大学ウイルス研究所教授(1969年-1970米国年・米国ジョンズホプキンス大学医学部[12]客員教授兼任)[10][11][13]
- 1971年　武田薬品工業株式会社・生物研究所・所長
- 1981年　武田薬品工業株式会社・生物工学研究所・所長[3][4]
- 1986年、武田薬品工業株式会社取締役・中央研究所・所長[5][6][14]
- 1994年、武田薬品工業株式会社顧問
- 1998年、武田薬品工業株式会社顧問退任
- 1999年、WHO(世界保健機構)顧問 JPMW・JCC所長[15]
- 2003年、公益財団法人発酵研究所・理事[16][17]
- 2003年1月、株式会社バイオマーカーサイエンス・社長
- 2003年3月、株式会社バイオマーカーサイエンス・会長

## 賞歴
- 1960年 日本生化学会奨励賞[18]
- 1993年 大阪府薬事奨励賞

## 主要著書
- 『細胞社会学』 杉野幸夫 1974年
- 『がん細胞と免疫細胞』杉野幸夫、山村雄一 1978年
- 『細胞培養技術』杉野幸夫、福井三郎 1985年
- 『モノクローナル抗体』 杉野幸夫、福井三郎 1986年